# 科諾洛格 (印地安納州)
科諾洛格（英語：Conologue）是位於美國印地安納州傑克遜縣的一個非建制地區。該地的面積和人口皆未知。